# Ent-kauren oksidaza
Ent-kauren oksidaza (EC 1.14.13.78, ent-kaurenska oksidaza) je enzim sa sistematskim imenom ent-kaur-16-en,NADPH:kiseonik oksidoreduktaza (hidroksilacija). Ovaj enzim katalizuje sledeću hemijsku reakciju
ent-kaur-16-en + 3 NADPH + 3 H+ + 3 O2 {\displaystyle \rightleftharpoons } ent-kaur-16-en-19-oat + 3 NADP+ + 4H2O (sveukupna reakcija)
(1a) ent-kaur-16-en + + + O2 {\displaystyle \rightleftharpoons } ent-kaur-16-en-19-ol + + + 2O
(1b) ent-kaur-16-en-19-ol + + + O2 {\displaystyle \rightleftharpoons } ent-kaur-16-en-19-al + + + 22O
(1c) ent-kaur-16-en-19-al + NADPH + O2 {\displaystyle \rightleftharpoons } ent-kaur-16-en-19-oat + + + 2O
Za rad ovog enzima je neophodan citohrom P450. On katalizuje tri sukcesivne oksidacije 4-metil grupe ent-kaurena dajući kaurenoinsku kiselinu.

## Literatura
- Nicholas C. Price; Lewis Stevens (1999). Fundamentals of Enzymology: The Cell and Molecular Biology of Catalytic Proteins (Third изд.). USA: Oxford University Press. ISBN 019850229X.
- Eric J. Toone (2006). Advances in Enzymology and Related Areas of Molecular Biology, Protein Evolution (Volume 75 изд.). Wiley-Interscience. ISBN 0471205036.
- Branden C; Tooze J. Introduction to Protein Structure. New York, NY: Garland Publishing. ISBN 0-8153-2305-0.
- Irwin H. Segel. Enzyme Kinetics: Behavior and Analysis of Rapid Equilibrium and Steady-State Enzyme Systems (Book 44 изд.). Wiley Classics Library. ISBN 0471303097.
- William P. Jencks (1987). Catalysis in Chemistry and Enzymology. Dover Publications. ISBN 0486654605.

## Spoljašnje veze
- Ent-kaurene+oxidase на 